# Alexăndreni
Alexăndreni es una localidad de Moldavia en el distrito (raión) de Sîngerei.

## Historia
El pueblo fue fundado en el siglo XIX como colonia de agricultores judíos, siendo la población de la localidad mayoritariamente judía hasta la Segunda Guerra Mundial.

## Geografía
Tanto la capital municipal como las pedanías se ubican en la periferia oriental de Bălți y forman una conurbación en torno al orăș Biruința.
Se encuentra a una altitud de 95 m s. n. m. a 146 km de la capital nacional, Chisináu.

## Demografía
En el censo 2014 el total de población de la localidad fue de 5 594 habitantes.